# Тереховский сельсовет
Тереховский сельсовет (белор. Церахоўскi сельсавет) — административная единица в Добрушском районе Гомельской области Республики Беларусь. Административный центр — городской посёлок Тереховка.

## История
16 декабря 2009 года в состав сельсовета включены населённые пункты Красный Алес и Васильевка, входившие в состав упразднённого Васильевского сельсовета.
В 2011 году к городскому посёлку Тереховка присоединена деревня Тереховка.
12 декабря 2013 года в границах территорий, относящихся к Тереховским поселковому Совету депутатов и поселковому исполнительному комитету Добрушского района, образован Тереховский сельсовет. В его состав включены территории населённых пунктов: городской посёлок Тереховка, агрогородок Васильевка, деревня Нивки, посёлки Высокий Хутор, Грушевка, Красный Алес, Криничный, Прудовка.
9 апреля 2023 года из состава Тереховского сельсовета в состав Переростовского сельсовета включены населённые пункты Васильевка, Красный Алес, в состав Утевского сельсовета — Высокий Хутор.

## Состав
Тереховский сельсовет включает 5 населённых пунктов:
- Грушевка — посёлок
- Криничный — посёлок
- Нивки — деревня
- Прудовка — посёлок
- Тереховка — городской посёлок

Упразднённые населённые пункты:
- Тереховка — деревня[2]